# Bruul (helling)
De Bruul is een helling in Mater in de Belgische provincie Oost-Vlaanderen. De top ligt op 56 meter hoogte. De helling heeft een lengte van 400 meter, een gemiddeld stijgingspercentage van 6,9% en een maximaal stijgingspercentage van 9,9%.

## Wielrennen
De helling wordt regelmatig opgenomen in toertochten voor wielertoeristen, waaronder de Etixx Classic.